# Max Zimmering

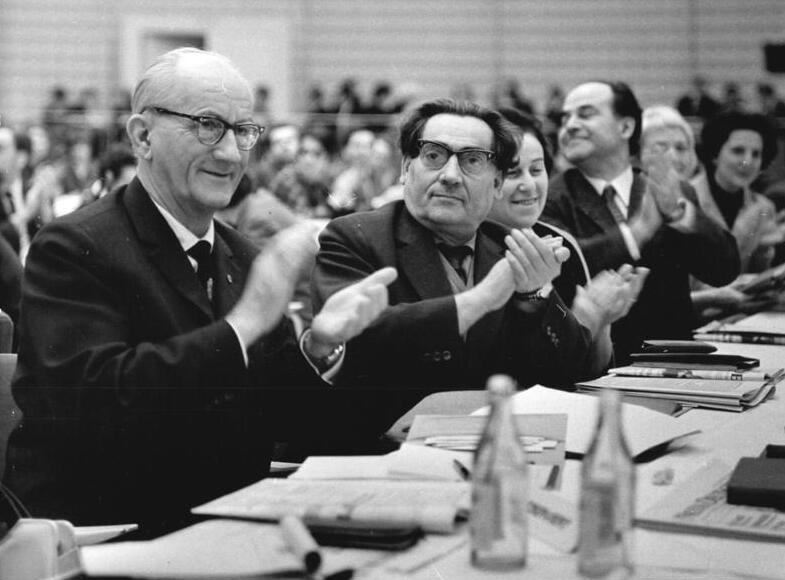
Max Zimmering (centro) junto a Alfred Kurella (izquierda) en 1966.

Max Zimmering (Pirna, 16 de noviembre de 1909-Dresde, 15 de septiembre de 1973) fue un escritor alemán.

## Vida
Nacido en Pirna, era uno de los tres hijos de un relojero. En 1914 se fue a vivir a Dresde con un tío, ya que su padre fue llamado a filas y su madre tuvo que ir a Viena por problemas de salud. Entre 1916 y 1921 acudió a las escuela primaria, entre 1921 y 1924 al Gimnasio Wettiner y entre 1925 y 1930 a la Oberrealschule en Johannstadt, donde también aprobó el abitur. Desde los diez hasta los dieciocho años fue miembro del Movimiento Juvenil Sionista. En 1928 se hizo miembro del sindicato y de la Liga de los Jóvenes Comunistas de Alemania (KJVD). En esa época también empezó a escribir. Primero lo hizo para la prensa obrera (Arbeiterstimme en Dresde, Arbeiter-Illustrierte-Zeitung o Die Rote Fahne en Berlín), poesías, pequeños relatos y comentarios.
Fue profesor de Agitprop de la KJVD en Altstadt y Johannstadt. Ese mismo año se afilió a la Jüdischen Arbeiter- und Angestelltenjugend, a la Revolutionäre Gewerkschafts-Opposition y a Socorro Rojo Internacional.
Con motivo del décimo aniversario de la fundación de la Internacional Juvenil Comunista se hizo miembro del Partido Comunista de Alemania (KPD) en noviembre de 1929. Ese mismo año también entró en la Bund proletarisch-revolutionärer Schriftsteller, en la que permaneció hasta 1933.
En 1930 recibió un premio de poesía al ganar un concurso de Die Linkskurve, revista de los escritores proletario-revolucionarios, por su poema Das Fließband. Debido a ese poema y a su colaboración como corresponsal en periódicos izquierdistas pudo ser expulsado de su centro de estudios, pero se libró ya que la mayoría de sus escritos los firmaba con los seudónimos «M.Z.» o «Mix».
Al finalizar su abitur empezó a formarse como decorador de escaparates en la empresa Tietz, pero fue despedido a los dos años por su actividad sindical. En 1932 encontró trabajo en Dresde, en la empresa Wohlwert (Woolworth Deutschland), a los seis meses fue despedido de nuevo por movilizar a la Zentralverband der Angestellten en favor de las vendedoras. En lo sucesivo sin trabajo, se dedicó a escribir con mayor intensidad. Con la llegada al poder de los nazis colaboró ilegalmente con el KPD. A mediados de 1933 tuvo que emigrar a París y en 1934 a Palestina, donde trabajó de forma ilegal en el KP Palästinas. En 1935 se fue a Praga, donde trabajó en distintos periódicos como Deutschen Volkszeitung o Volksillustrierten. Debido a los Acuerdos de Múnich tuvo que buscar un nuevo asilo, así que en 1939 se fue a Inglaterra, donde residió primero en Oxford y luego en Londres.
El gobierno británico decidió en 1940 internar a todos los emigrantes alemanes varones al considerarlos «enemigos extranjeros», así que Zimmering se vio obligado a realizar una «vuelta al mundo involuntaria», como luego explicaría en un libro que llevaba ese nombre, Unfreiwillige Weltreise. Lo trasladaron desde Huyton, cerca de Liverpool, hacía Nueva Gales del Sur y Victoria en Australia, para luego regresar a la Isla de Man. En noviembre de 1941 finalizó su internamiento gracias a las gestiones del PEN Club Internacional y a los diputados progresistas del parlamento.
Después de su vuelta a Londres trabajó redactor del Freien Deutschen Kultur, una publicación mensual de la Free German League of Culture in Great Britain, de la cual era miembro ejecutivo. También colaboró en las publicaciones antifascistas Internationale Literatur y Das Wort (Moscú), Deutsche Volkszeitung y Rote Fahne (Praga), Freies Deutschland (México) y Freie Tribüne (Londres). Además colaboró con el grupo de emigración del KPD, perteneció al centro del PEN en Londres, al Deutschen internationalen P.E.N y al Freien Deutschen Bewegung.
En 1946 pudo regresar a Dresde gracias a la ayuda de Egon Erwin Kisch.

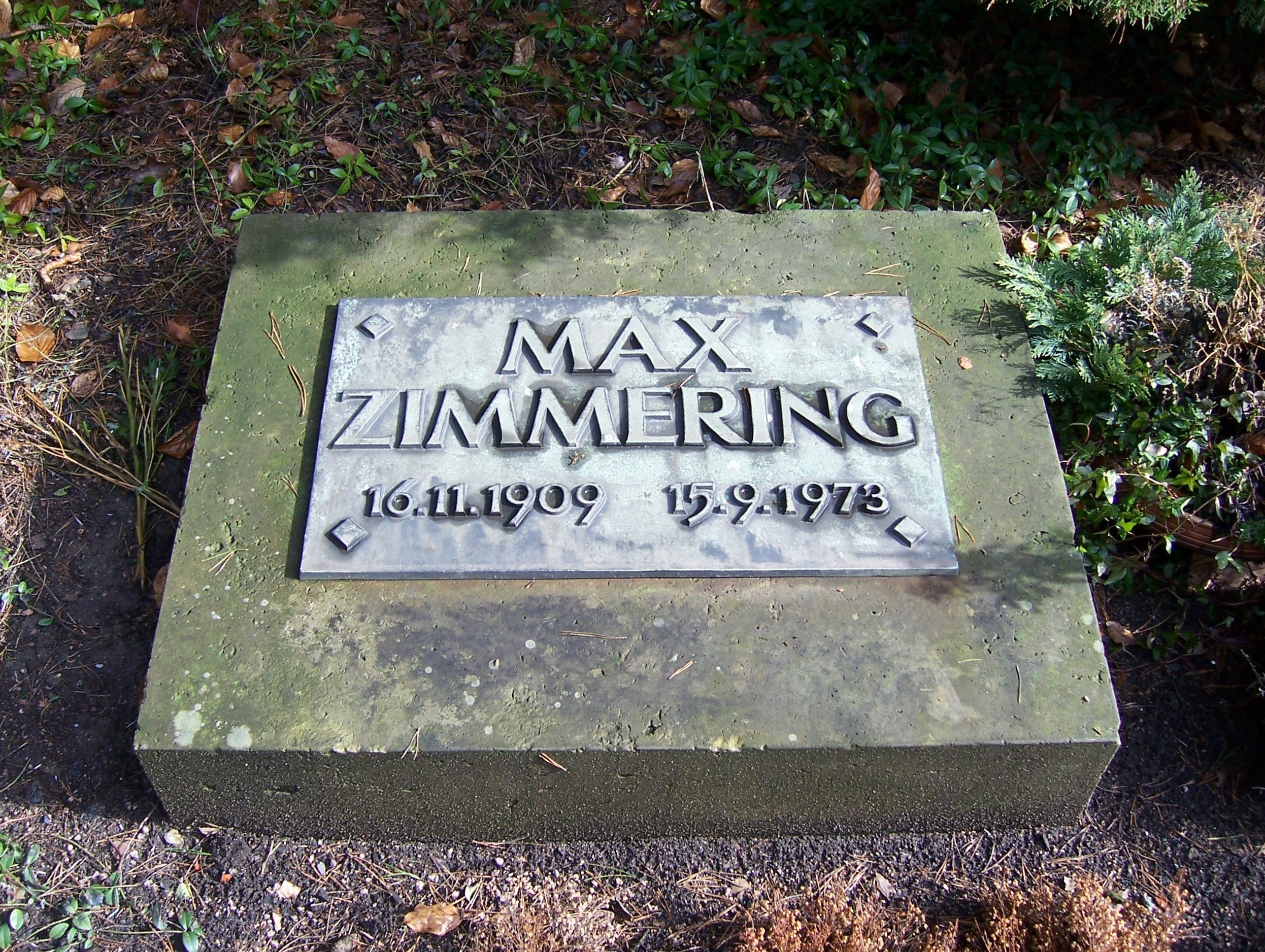
Tumba de Max Zimmering en el Heidefriedhof de Dresde.

En 1946 se afilió al Partido Socialista Unificado de Alemania (SED), a la Federación Alemana de Sindicatos Libres (FDGB) y a la Asociación Cultural de la RDA. Entre 1949 y 1953 fue presidente regional de la Unión de los Perseguidos del Régimen Nazi en Sajonia, entre 1950 hasta su disolución en 1952, diputado del parlamento sajón, y hasta 1958 diputado del parlamento del distrito de Dresde. Entre 1952 y 1956 fue presidente de la Deutscher Schriftstellerverband en el distrito de Dresde, y entre 1956 y 1958 fue su primer secretario en Berlín. Entre 1958 y 1964 trabajó en el Literaturinstitut Johannes R. Becher de Leipzig.
En su obra de 1954 Phosphor und Flieder. Vom Untergang und Wiederaufstieg der Stadt Dresden comparó el Holocausto con el bombardeo de Dresde.
En 1963 fue candidato para el Comité Central del SED.
Desde 1964 hasta su muerte residió en Dresde. En 1953 había recibido el premio Heinrich Mann, en 1968 el Kunstpreis der DDR y en 1969 el Nationalpreis der DDR. Falleció en 1973; su tumba se encuentra en el Heidefriedhof. El actor Ron Zimmering es su nieto, y fue tío abuelo de los actores Esther Zimmering y David Zimmering.

## Obra (selección)
- Die Jagd nach dem Stiefel (1932)
- Buttje Pieter und sein Held (1951)
- Phosphor und Flieder. Vom Untergang und Wiederaufstieg der Stadt Dresden (1954)
- Begegnung mit Majakowski (1955)
- Die unfreiwillige Weltreise (1956)
- Der gekreuzigte Grischa (1962)
- Rebellion in der Oberprima (1962)
- Li und die roten Bergsteiger (1967)
- Wegstrecken (1974, póstuma)
- Lied von Finsternis und Licht. Gedichte und Nachdichtungen 1928–1973 (1986, póstuma)